# Burela

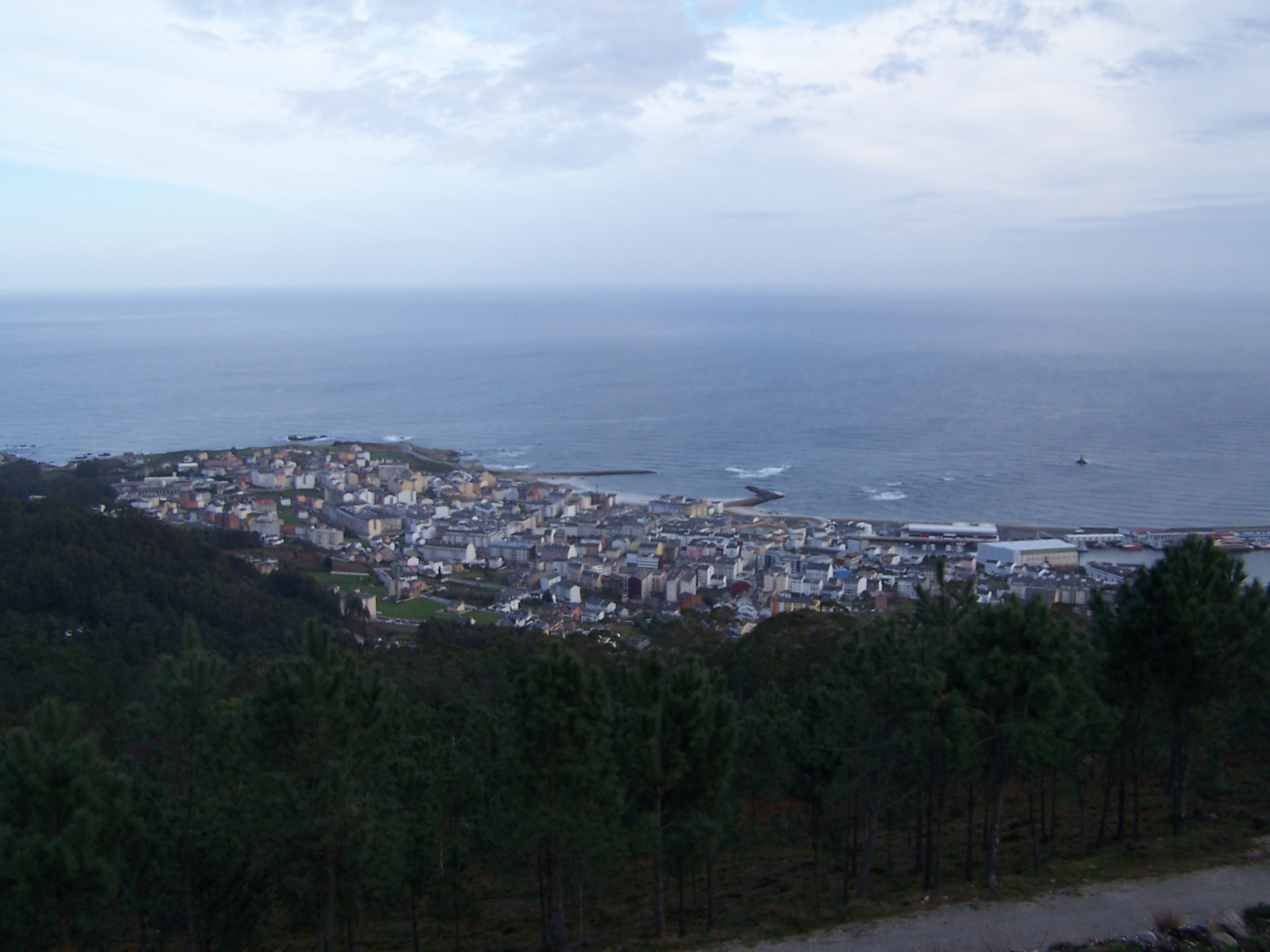
Burela, Galicia (Spain) (2010)

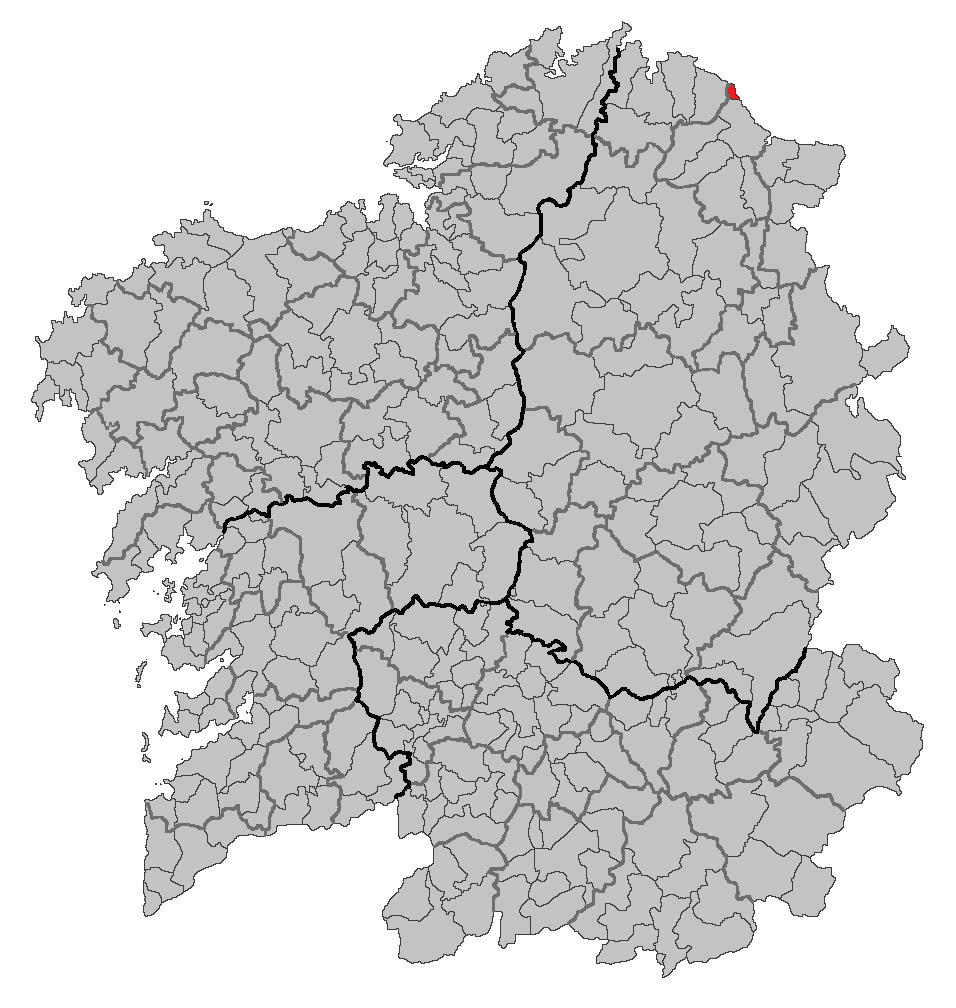
Localisation de Burela en Galice

Burela est une commune à l'extrême nord est de la province de Lugo en Galice (Espagne), située dans la comarque de A Mariña Central. La population recensée en 2007 est de 8.873 habitants.

## Histoire
L'histoire de Burela est attestée avant l'arrivée des romains par les restes d'un castro, dans lequel on a trouvé un torque qui se trouve actuellement dans le musée provincial de Lugo et qui fait partie du blason de la commune.